# Meizu

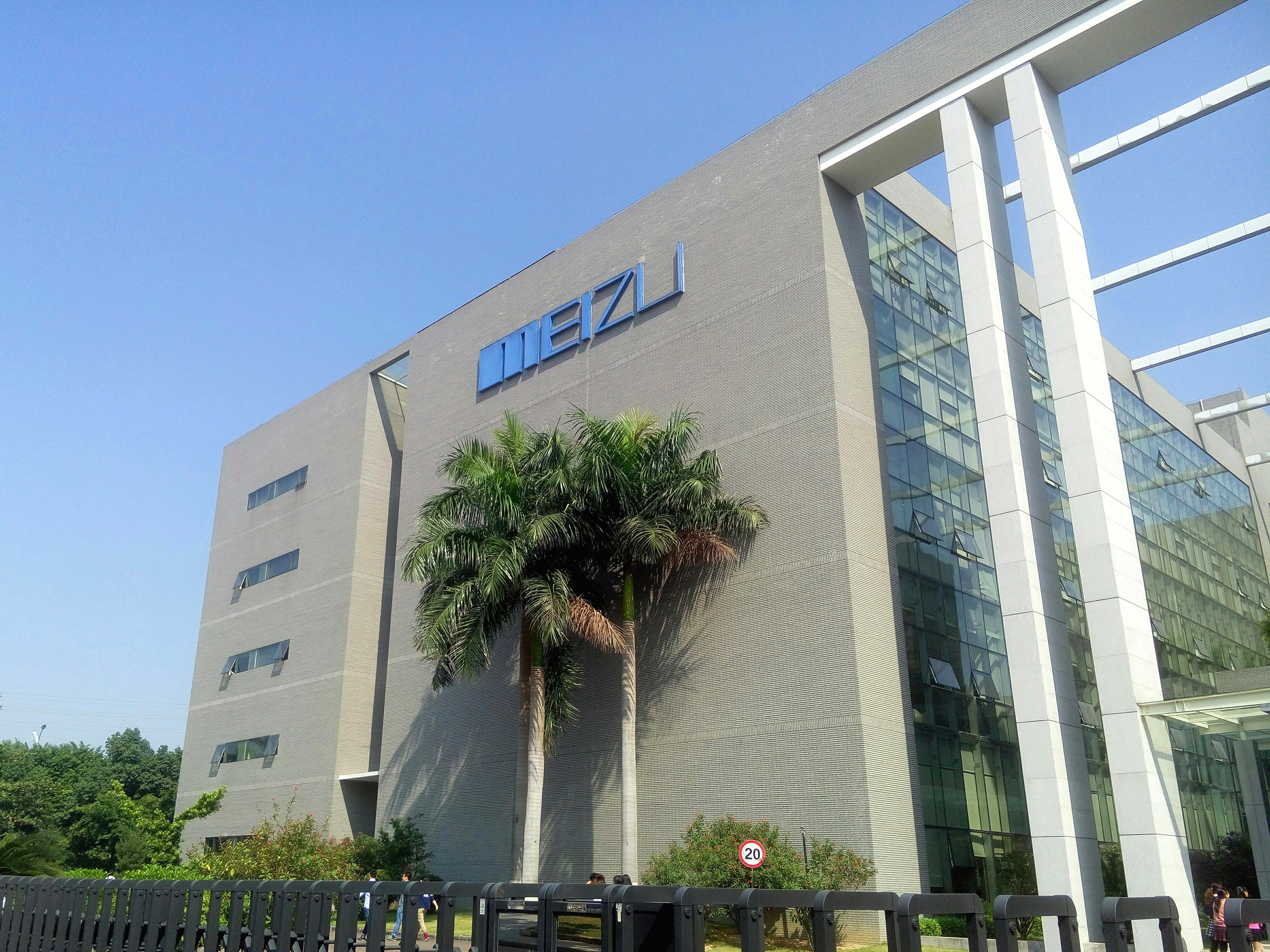
Hauptsitz in Zhuhai

Meizu Technology Co. Ltd. (chinesisch: 魅族科技有限公司) ist ein chinesischer Elektronikhersteller mit Sitz in der Stadt Zhuhai in der Provinz Guangdong. Meizu wurde 2003 von Jack Wong gegründet und begann als Hersteller von MP3- und später MP4-Playern. Seit 2008 hat sich das Unternehmen auf die Herstellung von Mobiltelefonen spezialisiert.

## Geschichte
Jack Wong (chinesisch: 黄章; pinyin: Huáng Zhāng) gründete Meizu im Jahr 2003. Ursprünglich ein Hersteller von MP3-Playern, brachte Meizu 2006 seinen ersten MP4-Player heraus. Der bekannteste MP4-Player war der M6 Mini Player, der außerhalb Chinas auch von Dane-Elec vermarktet wurde. 2008 brachte das Unternehmen sein erstes Smartphone heraus, das Meizu M8, welches auf dem Betriebssystem Windows CE lief. Am 1. Januar 2011 brachte das Unternehmen mit dem Meizu M9 sein erstes Smartphone auf Basis des Betriebssystems Android heraus. Dieses Gerät wurde in China zu einem großen kommerziellen Erfolg. Meizu eröffnete 2011 in Hongkong seine erste Niederlassung außerhalb des chinesischen Festlands. Später im selben Jahr eröffnete das Unternehmen auch eine Niederlassung in Russland.
Meizu war 2015 der elftgrößte Smartphone-Hersteller der Welt und verkaufte in diesem Jahr mehr als 20 Millionen Geräte. Das Unternehmen war damit zu einem Mitbewerber für Hersteller wie Huawei, Xiaomi und westlichen Herstellern aufgestiegen. Im Februar 2015 investierte Alibaba 590 Millionen US-Dollar in Meizu und erwarb eine Minderheitsbeteiligung. Mit dem Meizu Pro7 brachte Meizu ein Smartphone mit einem kleinen Zweitdisplay auf der Rückseite auf den Markt. Das Modell scheiterte wegen seiner höheren Kosten allerdings. 2019 geriet das Unternehmen in finanzielle Schwierigkeiten und musste Sparmaßnahmen einleiten. So wurde der Personalbestand reduziert, Vertriebsstätten geschlossen und die internationale Expansion weitestgehend eingestellt. Auch die Niederlassungen in Russland wurden geschlossen. Zwischen dem vierten Quartal 2017 und dem ersten Quartal 2020 sank der Marktanteil auf dem chinesischen Markt von vier Prozent auf unter ein Prozent.

## Flyme
Flyme ist eine von Meizu entwickelte Stock- und Aftermarket-Firmware für Smartphones, die auf dem Android-Betriebssystem basieren. Einige der Hauptmerkmale sind komplett neu gestaltete Apps, Einhandbedienung und Leistungsoptimierungen. 